# Duala (Volk)
Die Duala (Eigenbezeichnung Duálá) sind eine Kameruner Bantu-Volksgruppe mit etwa 400.000 Angehörigen. Sie sprechen die Sprache Duala, wobei in letzter Zeit die neuen Kameruner Amtssprachen Englisch und Französisch immer mehr die Funktion als Muttersprachen ausüben.
Die Duala sind vor allem in der Kameruner Littoral-Region entlang der Küste ansässig und bilden einen Teil der Küsten-Bantu (Sawa). Sie haben historisch eine große und einflussreiche Rolle in Kamerun gespielt, vor allem aufgrund ihres langen Kontakts mit Europäern, da sie sich über die Jahre einen hohen Bildungsstandard und Wohlstand als Händler und Landbesitzer angeeignet hatten.
Die Duala sind mit mehreren Volksgruppen im Kameruner Littoral verwandt, mit denen sie auch eine gemeinsame traditionelle Herkunft sowie ähnliche Kulturen teilen. Dies sind die Ewondi, die Bodiman, die Pongo, die Bakole, die Bakweri, die Bamboko, die Isubu (Isuwu oder Bimbianer), die Limba (oder Malimba), die Moungo und die Wovea. Die Batanga aus der Region Kribi sind mit den Duala verwandt, da sie ihre Vorfahren als von Mbedi abstammend bezeichnen und ihre Sprache Batanga mit der Sprache Malimba Ähnlichkeiten aufweist.
Darüber hinaus ist die Sprache Bakundu, obwohl es eine Lundu-Balong-Sprache und keine Duala-Sprache ist, eng mit dem Bakweri verwandt, welches wiederum eine Duala-Sprache ist. Daher können die Bakundu ebenfalls als ein Duala-Volk betrachtet werden.
Die Duala haben die anderen Gruppen historisch dominiert, und diese anderen bekunden alle eine Art verwandtschaftliches Verhältnis zu den Duala. Zusätzlich stehen mehrere andere Küstenvölker wie die Balong, die Bakossi und die Bankon – welche kulturell und historisch weniger mit den Duala verwandt sind – unter dem Einfluss der Duala und sprechen bis zu einem gewissen Grad auch Duala. Duala wird auch von einem großen Teil der Bassa und den Bakoko gesprochen. Das Wort „Duala“ bezeichnet somit entweder die „eigentlichen“ Duala, die gesamten duala-ähnlichen Völker, oder auch alle „duala“-isierten Völker Bassa, Bakoko und Manenguba.

Duala-Siedlungen am Wouriästuar um 1850

## Geschichte

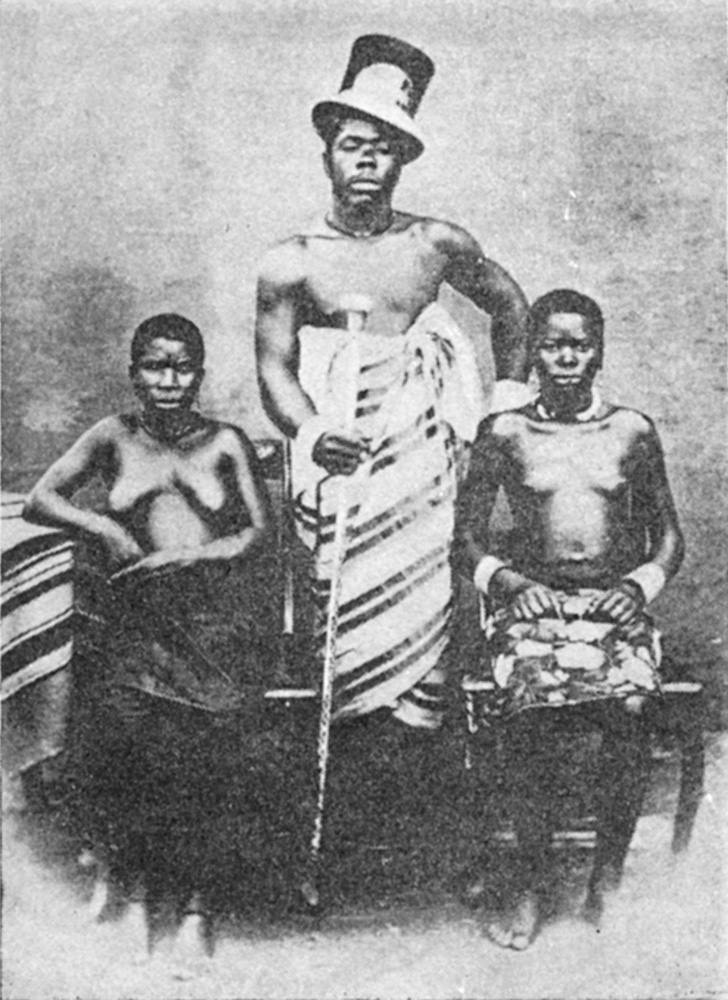
König Akwa von Duala, 1875

### Frühe Wanderungsbewegungen
Die frühe Geschichte der Duala wird im Wesentlichen durch mündliche Überlieferungen wiedergegeben. Die Duala führen ihre Herkunft auf einen Mann namens Mbedi zurück, welcher in einem Gebiet gelebt hat, das Bakota genannt wird und sich im heutigen Gabun und der Republik Kongo befindet. Seine Söhne, Ewale und Dibombo, wanderten in den Norden aus und erreichten einen Ort genannt Piti am Fluss, der Dibamba genannt wird. Hier schieden sich die Wege der Brüder. Ewale zog an die Mündung des Dibamba mit seinen Anhängern und dann weiter nordwestlich zum Ostufer des Ästuars vom Fluss Wouri. Währenddessen wanderten Dibongo und seine Gefährten gen Südosten zum Fluss Sanaga und teilten sich dann auf, einige trieben sich flussaufwärts mit Dibongo ab und andere zogen mit einem Mann namens Elimbe flussabwärts. Ewales Volk wurde zu den Duala, und Dibongos Volk zu den Limba.
Gemäß der traditionellen Überlieferung der Duala besetzten die Volksgruppen der Bakoko und Bassa den Wouri-Ästuar, als die Duala ankamen. Die Duala trieben sie dann landeinwärts, eine Vertreibung, die sich im 17. und im frühen 18. Jahrhundert ereignete.

### Kontakte mit Europäern

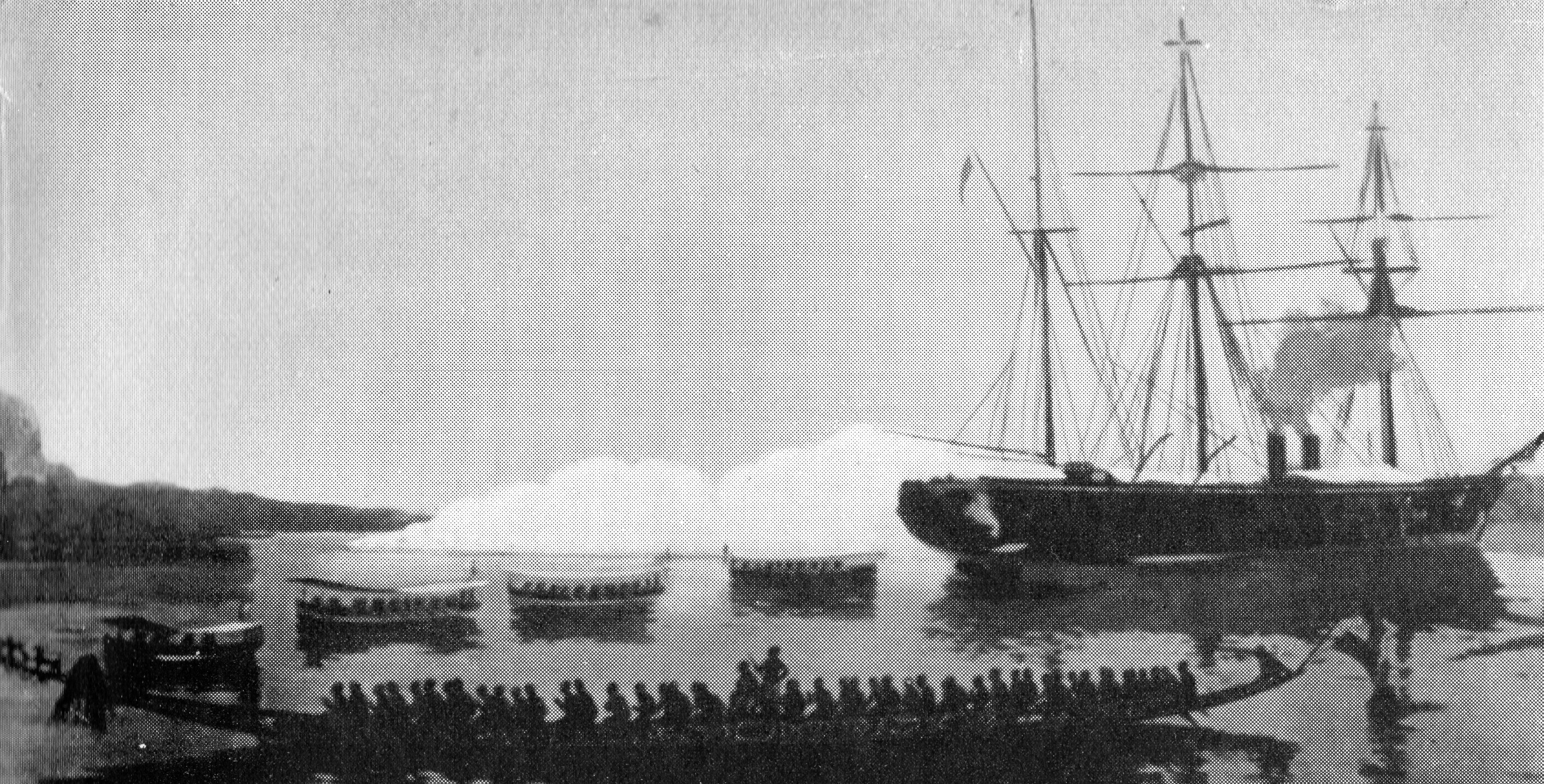
Das deutsche Kriegsschiff Olga bei der Beschießung von „Hickorytown“ (heute Douala), am 21. Dezember 1884

Im Jahre 1472 erreichten erstmals Portugiesen die Duala-Küste. Über die nächsten wenigen Jahrzehnte kamen Abenteurer aus ganz Europa, um den Ästuar und die anzweigenden Flüsse zu erkunden und um Handelsposten zu errichten. Die Duala boten den Neuankömmlingen Elfenbein, Kolanüsse und Paprika als Handelsware an, aber Sklaven erwiesen sich für die Europäer als lukrativere Güter. Die meisten von ihnen endeten als Zwangsarbeiter auf den wachsenden Plantagen auf den benachbarten Inseln Annobón, Fernando Poo, Príncipe und São Tomé. Die Duala hielten von nun an lange Zeit Sklaven, welche in getrennten Siedlungen lebten und Knechtdienste wie Agrarwirtschaft ausübten, und handelten mit ihnen. Sklavenbesitzer konnten ihre Sklaven allerdings nur anderen Duala anbieten und waren zudem dafür verantwortlich, die Schulden der Sklaven zu zahlen und ihre Heiraten zu arrangieren. Mit den Europäern, die einen solch hungrigen Markt belieferten, verschwanden diese Bräuche allerdings.
Die Duala traten bereits im 16. Jahrhundert als die führenden Händler entlang der Kameruner Küste auf, wobei sich die Isubu und die Limba zu echten Konkurrenten entwickelten. Die frühesten Duala-Händler waren zumeist Häuptlinge und Dorfoberhäupter.
In der Mitte des 19. Jahrhunderts hatten Deutsche und Briten die Führung im Handel mit den Duala übernommen. Dies ging mit der Abolitionistenbewegung einher, und die britische Krone bezahlte die Händler, um die Sklaverei im Golf von Guinea zu beenden. Am 10. Juni 1840 und am 7. Mai 1841, waren die Duala-Könige, unter anderem King Bell, die ersten, die Anti-Sklaverei-Verträge unterzeichneten. Als Gegenleistung belieferten die Europäer diese Herrscher jährlich mit Textilien, Waffen, Alkohol und anderen Geschenken. Zusätzlich schafften die Herrscher Praktiken ab, die die Briten als barbarisch betrachteten, wie die Opferung der Häuptlingsfrau nach seinem Tode.
Die Briten wollten auch die Duala entsprechend ihren eigenen Vorstellungen von Zivilisation formen. Dies bedeutete, dass die Duala sich westliche Bildung aneigneten und zum Christentum übertraten.
Als Antwort auf die Drohung von ausländischen Händlern, übten die Briten Druck auf die Duala-Könige aus, damit jene die britische Annexion anforderten. Im Jahre 1879 entsandte König Akwa solch eine Bitte; König Bell tat es ihm im Jahre 1881 gleich (einige Historiker glauben allerdings, dass diese Dokumente gefälscht wurden). Als König Pass All der Limba seine Territorien den Franzosen abtrat, drangen die britischen Händler auf die Eroberung der Duala-Gebiete durch die Krone. Im Juli 1884 allerdings unterzeichnete der deutsche Entdecker Gustav Nachtigal Land-Cessationsverträge mit den wichtigsten Clan-Chefs Akwa, Bell, und Deido. Die Briten kamen zu spät an, und am 28. März 1885 wurde das Gebiet von Königin Victoria an das Deutsche Kaiserreich abgetreten.

### Deutsche Kolonialzeit

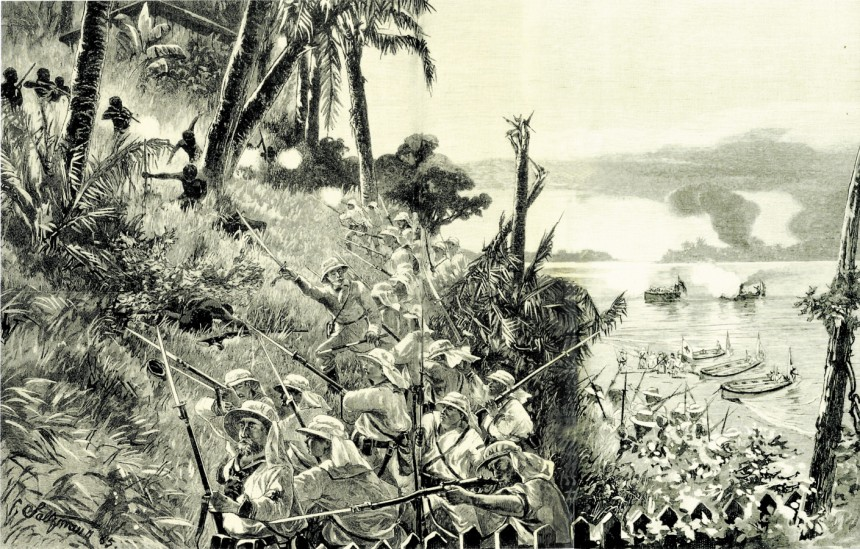
Erstürmung von „Belltown“ durch die Landungsabteilung der SMS Olga (Zeichnung von Carl Saltzmann, 1885)

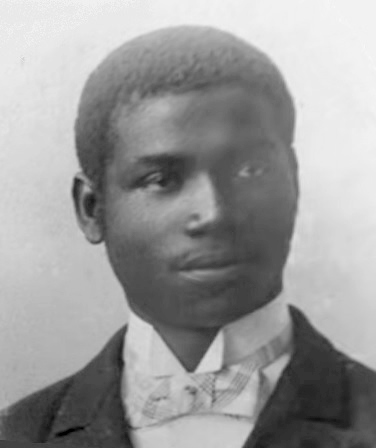
Rudolf Duala Manga Bell, einer der bekanntesten Duala und Volksheld

Der Annexation folgte die Opposition vonseiten anderer europäischer Kolonialmächte gegen die deutsche Kolonialverwaltung. Aber auch der Prinz Lock Priso bevorzugte die britische Herrschaft und leitete eine Rebellion im Dezember 1884 ein. Zur gleichen Zeit kam es zur Konfrontation zwischen König Bell und seinem Volk, welche überwiegend gegen die deutsche Kolonialverwaltung waren. Bell befand sich dann selbst mit anderen Duala-Häuptlingen im sogenannten Duala-Krieg – welcher aufgrund einer Tötung eines Bonaberi-Dualas und Bells angebliche Weigerung, seine Profite mit den anderen königlichen Stämmen zu teilen, ausgetragen wurde. Deutschland stoppte den gewaltsamen Konflikt, als ein deutscher Staatsbürger dabei getötet wurde. Bell überlebte, aber seine Macht schwand signifikant. Da man realisierte, dass die Duala nie wieder der Herrschaft eines einzelnen Königs folgen würden, spielten die Deutschen die Konkurrenten gegeneinander aus. Sie unterstützten den geschwächten König Bell, um den machtvollen König Akwa zu bezwingen.
Trotz der Unruhen und eines kleinen Landgebietes wurde das Duala-Territorium zum wirtschaftlichen und politischen Nexus der Deutschen Kolonie Kamerun. Die Deutschen regierten ursprünglich von Duala aus, welches zu dieser Zeit noch Kamerunstadt hieß, aber verlegten ihre Hauptstadt 1901 zur Bakweri-Siedlung von Buea. Konstanter Schiffsverkehr entlang der Küste erlaubte es Einzelnen, auf der Suche nach Arbeit von einer Plantage oder Stadt zu einer anderen zu ziehen. Die Küstenvölker, vor allem die Duala und die Bakweri, vermischten sich wie noch nie zuvor.
Die deutsche Ankunft auf dem Festland bedeutete, dass das Monopol der Küstenvölker über den Handel endete. Die meisten Duala kehrten zur Subsistenz-Landwirtschaft oder zum Fischfang zurück, um zu überleben. Die Jahre des Kontakts mit „Westlern“ und ein hoher Grad an Alphabetisierung erlaubte es einer gebildeten Oberschicht von Händlern, Klerikern und Farmern, sich weiterzuentwickeln. Diese Klasse war mit dem europäischen Recht und den Konventionen vertraut, was ihr möglich machte, gegen die aus ihrer Sicht unfaire Politik der deutschen Kolonialregierung mit Petitionen, Gerichtsverfahren und speziellen Interessengruppen  zu opponieren. Dies begann im Jahre 1910, als die deutsche Kolonialadministration eine neue Kopfsteuer initiierte und versuchte, Land im Bezirk Duala sicherzustellen, um dann die eingeborene Bevölkerung aus der Stadt umzusiedeln. König Bells Nachfolger, König Rudolf Duala Manga Bell versuchte, Widerstand zu sammeln, indem er Abgesandte schickte, um die Anführer der Völker landeinwärts zu besuchen.
Duala Manga Bell hatte durchaus Verbündete. Die kamerunischen Könige hielten zusammen. Sein engster Verbündeter, Verwandter und bester Freund war König Ekandjoum Joseph, den er besuchte, als er von den Deutschen verfolgt wurde. Ekandjoum Joseph leistete Widerstand und weigerte sich bis zu seinem Tod mit der deutschen Verwaltung, der er zutiefst misstraute, zu kooperieren.
Nach Darstellung der Deutschen soll der Sultan des Königreiches Bamum, Ibrahim Njoya vom Volk der Bamum, der deutschen Kolonialverwaltung darüber einen Hinweis gegeben haben, woraufhin King Bell und seine Kollaborateure 1914 wegen Hochverrats hingerichtet wurden.

### Britisch-französische Herrschaft
Im Jahre 1918 verlor Deutschland in Kamerun den Ersten Weltkrieg, und die deutschen Kolonien wurden zu Mandaten des Völkerbundes. Frankreich wurde daraufhin zum neuen Verwalter der Duala-Territorien.
Die Duala waren von nun an stärkeren Repressionen ausgesetzt und einem Akkulturationsdruck vonseiten der französischen Kolonialmachthaber ausgesetzt. Obwohl die Franzosen die Könige größtenteils entmachtet haben, waren in den 1930er Jahren noch fast die Hälfte der Volksgruppenmitglieder wichtige Händler, Plantagenmanager oder Landbesitzer, Häuptlinge oder Kleriker im Zivildienst. Der Rest der Duala-Bevölkerung waren Fischer oder Bauern. In den 1940er Jahren erhielten viele Duala auch als Konstrukteure Berühmtheit und dienten in den wachsenden Städten Duala und Limbe.
Die neuen Kolonialherren veränderten die deutsche Politik so, dass man nun unkooperative Herrscher beiseiteschaffte und Arbeiter dazu zwang, auf Plantagen zu arbeiten. Einzelne konnten sich dafür entscheiden, ein Bußgeld zu zahlen, um der Arbeit zu entgehen, was zu einer Hungersnot von Arbeitern in wohlhabenderen Gebieten führte. Die Franzosen bevorzugten nun Völker aus dem Inland, welche zur Küste verschafft wurden und auf den dortigen Plantagen arbeiten mussten. Der Einfluss der Duala-Häuptlinge sollte so gebrochen werden. Diese Einwanderer waren hauptsächlich Bamileke. Die Neuankömmlinge wuchsen über die Zeit zahlenmäßig und wirtschaftlich dominant, was zu ethnischen Spannungen mit den Einheimischen führte. Bereits in den frühen 1930er Jahren waren die Duala eine Minderheit in der Stadt Duala, die nach ihnen benannt war.

## Kultur
Die Duala-Gesellschaft war traditionell in drei Schichten aufgeteilt. An oberster Stelle standen die Wonja, eingeborene Duala mit vollen Rechten und Landbesitz. Die nächste Stufe bestand aus den Wajili, entweder nicht-Duala-Völker oder die Nachkommen von Sklaven. Schließlich machten die Wakomi, oder Sklaven, den untersten Rang aus. Häuptlinge und Dorfvorsteher saßen in der Vergangenheit an der Spitze dieser Hierarchie, während diese Figuren heute nur sehr wenig Macht in ihrem eigenen Rechtsbereich haben. Stattdessen sind diese Personen eher große Eigentumsbesitzer und haben oft vererbten Wohlstand. Ältestenräte und Geheimbünde erlauben es den Gemeinschaften, über wichtige Angelegenheiten zu entscheiden.
Die Duala von heute sind in die städtischen und die ländlichen Duala aufgeteilt. Jene, die in den Städten leben, vor allem in Duala selbst, verdienen den Lebensunterhalt zumeist durch eine Zahl von gelernten und ungelernten Berufen. Viele Duala besitzen immer noch Teile der Stadt, was es ihnen erlaubt, von den Mieten und Investitionen zu leben. Die ländlichen Duala arbeiten im Gegensatz dazu als Fischer und Bauern, zumeist auf der Ebene der Subsistenzwirtschaft. Die Fischerei ist der Handel der Wahl.

### Heirat und Verwandtschaftsmuster
Die Erbregelung unter den Duala ist patrilineal; nach dem Tod des Vaters wird das Eigentum unter den männlichen Erben aufgeteilt. Die Duala praktizierten traditionellerweise Polygamie, obwohl mit der Einführung des Christentums dieser Brauch seltener wurde. Die Duala haben niemals Heiraten zwischen den Stämmen beschränkt, haben aber auch keine Heiraten innerhalb der einzelnen Stämme selbst verboten. Faktisch wurden Ehen außerhalb der Stämme immer verbreiteter, vor allem in den urbanen Zentren wie der Stadt Duala. Kinder dieser Heiraten wurden Vollmitglieder der Volksgruppe des Vaters.

### Traditionelle Sportarten

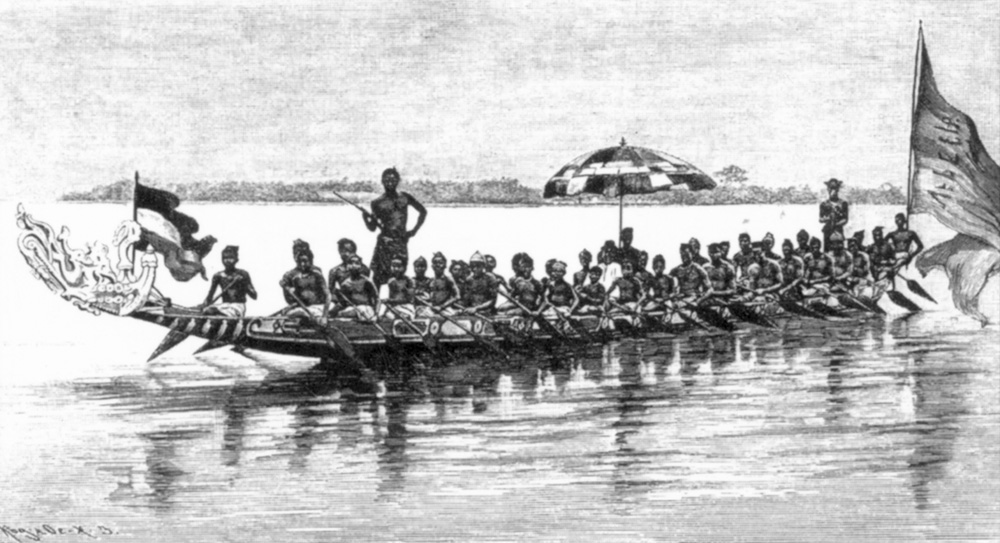
Duala-Kriegskanu, 1884.

Kanurennsport war traditionellerweise der wichtigste Sport unter den Duala. Der Sport erreichte seinen Höhepunkt während der deutschen Kolonialzeit, als die Organisatoren jährlich am 27. Januar, dem Geburtstag des deutschen Kaisers Wilhelm II., Rennen abhielten. Unter den Franzosen wurden diese halbjährlich abgehalten, und zwar am 14. Juli (Bastille-Tag) und am 11. November (Jour du Souvenir). Ein typisches Duala-Rennkanu ist 20–28 Meter lang und ohne Kiel, hat aber einen Bug, in dem aufwändige Muster eingekerbt sind. Ein Team von 40 bis 50 Kanufahrern – zumeist Männer, die ihren Lebensunterhalt als Fischer verdienen – steht für jedes Schiff. In der Vergangenheit verwendeten die Wahrsager die Ergebnisse dieser Rennen, um die Zukunft vorauszusagen – heute jedoch führen christliche Priester den Vorsitz. In den späten 1930er Jahren behauptete eine Familie auf der Insel Jebale dazu fähig zu sein, die Miengu-Wassergeister zu sammeln, um den bevorzugten Teilnehmern zum Sieg zu verhelfen.
Beginnend in den 1930er Jahren wurde der Fußball so beliebt, dass er andere Duala-Sportarten in den Hintergrund drängte.

### Institutionen
Versammlungen, Geheimgesellschaften und andere Gruppierungen spielen eine wichtige Rolle dabei, die Duala vereinigt zu halten, bei der Zielsetzung zu helfen, und einen Verhandlungsort zu finden, wo Lösungen gesucht werden, um gemeinsame Probleme zu lösen. Der wichtigste unter diesen ist der Ngondo, eine Versammlung von wichtigen Häuptlingen. Eine weitere Hauptinstitution ist der muemba (plural: miemba), ein Zusammenschluss aller Duala eines bestimmten Alters oder Stammesclans. Die miemba dienen dazu, ihre Mitglieder zu vernetzen und zu sozialisieren. Wichtige Geheimgesellschaften sind der Ekongolo, Jengu, Losango, und Munji.

## Sprache
Die Duala sprechen eine Sprache gleichen namens. Das Idiom ist eng mit anderen Duala-Sprachen verwandt, welche ein gemeinsames Dialektkontinuum repräsentieren. Beispielsweise haben Sprecher des Malimba nur geringe Schwierigkeiten, Duala zu verstehen. Duala bildet wiederum einen Teil der Bantusprachen innerhalb der Niger-Kongo-Sprachfamilie.
Duala wird auch als Handelssprache verwendet, vor allem, da die Sprache durch frühe Missionare verbreitet wurde. Dies trifft vor allem auf die benachbarten Wovea zu, von denen viele Duala neben ihrer Sprache Bubia beherrschen, sowie auf die Isubu, von denen viele zweisprachig mit Isu und Duala sind.
Zusätzlich sprechen Einzelne, die die Schule besucht haben oder in städtischen Gebieten aufgewachsen sind, in der Regel Französisch oder Englisch, obwohl historisch Deutsch gebräuchlicher war. Die Alphabetisierungsquote ist relativ hoch unter den Duala, obwohl dies nur für das Schreiben und Lesen von Englisch oder Französisch gilt.
Noch in der deutschen Kolonialzeit verwendeten die Duala-Männer eine Art „Trommelsprache“, und trommelten verschlüsselte Botschaften, um Nachrichten über lange Abstände mitzuteilen.

## Religion
Im traditionellen Duala-Glauben leben ihre Vorfahren in der See. In dieser Weltsicht leben halbmenschliche Wassergeister – bekannt als Miengu (singular: Jengu) in den Gewässern und vermitteln zwischen den Anbetern und Gott. Andere, bösartige Geister, leben in den Wäldern sowie in der See, und viele Duala glauben daher, dass Hexerei einen unheilvollen Einfluss auf das tägliche Leben ausübt. Traditionelle Feste, die jedes Jahr abgehalten werden, dienen als der sichtbarste Ausdruck dieser traditionellen Weltanschauung in moderner Zeit.
Die Duala wurden in den 1930er Jahren allerdings größtenteils christianisiert. Evangelikale Denominationen sind hierbei dominant, vor allem die baptistische Kirche. Nichtsdestotrotz bestehen Reste der vorchristlichen afrikanischen Ahnenverehrung fort. Dies trifft vor allem für die Küstenbevölkerung zu, die See spielt noch eine wichtige Rolle in ihrem Glauben.